# Lucas Lima (músico)
Lucas Scholles Lima (Porto Alegre, 11 de outubro de 1982) é um músico multi-instrumentista, cantor, compositor, ator, produtor musical e arranjador brasileiro integrante da banda Família Lima. Além de tocar violão, viola, violino, viola caipira e guitarra, também toca flauta transversal e fagote. Em 2008, graduou-se em Música pela Universidade Estadual de Campinas (Unicamp).

## Carreira

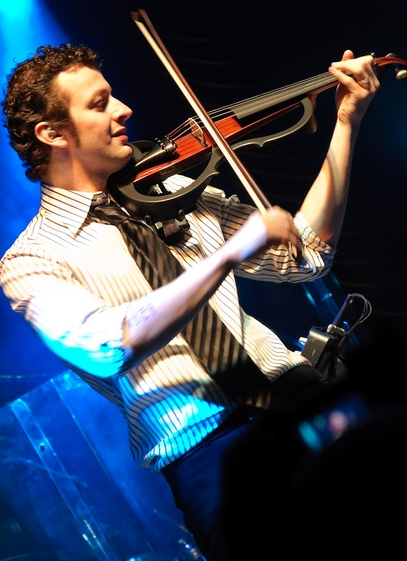
Lucas Lima em show na cidade de Londrina (2009)

Dos três aos treze anos de idade, tocou em duas orquestras da Escola de Música Tio Zequinha, sob a batuta do pai-professor. Estuda viola com o professor Emerson Di Biaggi e fagote com o professor Paulo Justi. Já estudou composição com Silvio Ferraz, Ney Carrasco, Denise Garcia e Jonatas Manzoli.
Hoje, além de atuar no grupo Família Lima, faz trilhas para teatro, comerciais e games; é produtor musical (responsável pela produção do mais recente álbum da Família Lima, Carmina Burana, 2007), arranjador (escreveu os arranjos de cordas para o Acústico MTV - Sandy e Junior) e foi responsável pela produção, arranjos e composições do álbum Manuscrito, de Sandy.
Nas pausas das turnês, também é líder da banda de rock In Vitro, da qual participa o irmão Moisés (baixo) e os amigos Maurício Caruso (guitarra) e Igor Willcox (bateria).
No CD Carmina Burana, Lucas foi responsável pelo conceito do álbum, fez a produção, os arranjos, cantou, tocou violão, viola caipira, flauta transversal, violino e guitarra.

### Carreira internacional
O surgimento oficial da Família Lima como banda só aconteceu em 1994. Depois, fizeram espetáculos no Principado de Andorra, em Madrid, em Barcelona, na Ilha de San Andrés (Califórnia) e em Los Angeles. No ano seguinte, foram a Viena e Innsbruck (na Áustria) e, novamente, na Espanha (cidade de Granada).
Em 1996, se apresentaram em Nova Iorque e Washington e, posteriormente, em países como Itália, França, Portugal, Argentina, Uruguai, Chile e Alemanha.
Acostumado a enfrentar grandes plateias, ele fala da honra e da emoção que foi tocar para um espectador especial, o Papa.
| “                                                                    | Foi em 2000. Era o 'Jubileu da Família', um evento da Igreja Católica que acontece a cada 50 anos. Nós fomos os únicos da América. A gente fez e, bem na hora em que começamos a tocar, veio o Papa. Foi um momento emocionante e glorioso. | ” |
| — Trecho da entrevista Estilo de Viver, feita por Lucas Lima em 2001 | |   |

### Na internet
Lucas Lima começou seu próprio podcast na internet em 2015, o Asteristico, que faz com o seu amigo Alexandre Nickel.
Também participou do podcast Podcrastinadores, apresentado pelo ator Fernando Caruso, falando sobre a série Game of Thrones, da qual é bastante fã.

### Vida pessoal

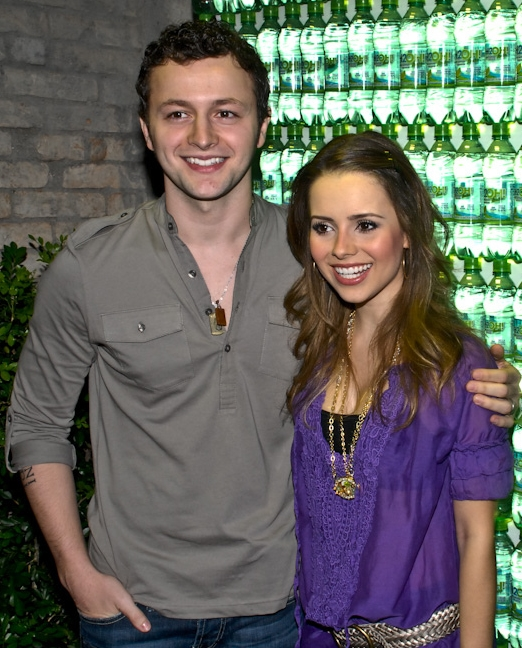
Lucas e a ex-mulher Sandy em 2009

Em outubro de 1998, Lucas conheceu a cantora Sandy após ela ir a um concerto da banda Família Lima, em São Paulo. Eles começaram um namoro em junho de 1999 e, após cinco meses, terminaram o relacionamento. Sandy e Lucas voltaram a se relacionar entre 2001 e 2002 e terminaram novamente. O relacionamento foi reatado em 2004 e, no dia 12 de setembro de 2008, eles se casaram em Campinas. Em 24 de junho de 2014, Sandy deu à luz o primeiro filho do casal, Theo Scholles Lima. Em 25 de setembro de 2023, após 24 anos de relacionamento e 15 anos de casados, Sandy e Lucas anunciaram a separação.

## Discografia
| “                                                                    | No primeiro álbum e no segundo, a gente ganhou disco de platina e, no terceiro, a gente ganhou ouro. | ” |
| — Trecho da entrevista Estilo de Viver, feita por Lucas Lima em 2001 | |   |

## Videografia
- DVD Ao Vivo em Gramado
- DVD Making of CD Carmina Burana (o DVD foi lançado com o CD)

## Composições
- Primeiro Amor
- Giro o mundo
- Meu coração é teu
- Dorme bem
- Teu Beijo
- Por ninguém
- Só Pra Você
- Silêncio
- Eterno enquanto durou
- Inverno Frio
- Meu Anjo
- Meu Guri
- Sombra na parede
- Vou te amar (Lucas Lima e Allen Lima)
- Despedida (Lucas Lima e Allen Lima)
- Abri Os Olhos (Sandy Leah e Lucas Lima)
- Scandal (Sandy Leah e Lucas Lima)
- Pés Cansados (Sandy Leah e Lucas Lima)
- Quem Eu Sou (Sandy Leah e Lucas Lima)
- Tempo (Sandy Leah e Lucas Lima)
- Ela/Ele (Sandy Leah e Lucas Lima)
- Dedilhada (Sandy Leah e Lucas Lima)
- Sem Jeito (Sandy Leah e Lucas Lima)
- Duras Pedras (Sandy Leah e Lucas Lima)
- Mais um Rosto (Sandy Leah e Lucas Lima)
- Tão Comum (Sandy Leah e Lucas Lima)
- Me Espera (Lucas Lima, Sandy Leah e Tiago Iorc)

## Trilhas sonoras
- Liberdade para as borboletas (peça de teatro)
- Adotar é tudo de bom (comercial)
- Winemaker Extraordinaire (game)
- Um homem com uma câmera (filme)

## Produção
Lucas Lima é proprietário da produtora B.A. Start.

### Álbuns
- 2007: Carmina Burana (Família Lima)
- 2010: Manuscrito (Sandy)
- 2011: Manuscrito Ao Vivo (Sandy)
- 2012: Princípios, Meios e Fins (Sandy)
- 2013: Sim (Sandy)
- 2016: Meu Canto (Sandy)
- 2018: Nós, Voz, Eles (Sandy)

### Comerciais
- Arezzo - Love in Color (com apresentação de Mariana Ximenes) (trilha)
- Havaianas / Ipê (trilha e sound design)
- Folha - O Jornal do Futuro (trilha, edição e mixagem de som)
- VW EOS - The Open Cage (trilha e sound design)
- Pedigree - Adotar é Tudo de Bom (trilha)

## Arranjos
- CD Acústico MTV - Sandy e Junior
- CD Carmina Burana - Família Lima
- Música: Se For pra Ser Feliz - Chitãozinho e Xororó
- CD Manuscrito - Sandy
- CD Infinito - Fresno
- CD Meu Canto - Sandy
- CD A Sinfonia De Tudo Que Há - Fresno

## Televisão
- Biel (Anjo) -Sandy & Junior - Episódio: 12 Um Anjo Veio Aqui (1999)
- Ele Mesmo - Tamanho Família (2016–presente)